# Lesneven
Lesneven település Franciaországban, Finistère megyében. Lakosainak száma 7471 fő (2022. január 1.). Lesneven Le Folgoët, Kernouës, Ploudaniel, Plouider és Saint-Méen községekkel határos.

## Népesség
A település népességének változása:
| Lakosok száma | 5626 | 6145 | 6250 | 6690 | 7229 | 7290 | 7311 | 7322 | 7285 | 7471 |
|               | 1968 | 1982 | 1990 | 2006 | 2013 | 2015 | 2017 | 2019 | 2020 | 2022 |